# Slovenië op de Olympische Winterspelen 2022
Slovenië was een van de landen die deelnamen aan de Olympische Winterspelen 2022 in Peking, China.

## Medailleoverzicht
| Sport          | Olympiër                                        | Onderdeel                 | Medaille |
| -------------- | ----------------------------------------------- | ------------------------- | -------- |
| Schansspringen | Urša Bogataj                                    | Normale schans (v)        | Goud     |
| Schansspringen | Nika Križnar Timi Zajc Urša Bogataj Peter Prevc | Landenwedstrijd (gemengd) | Goud     |
| Alpineskiën    | Žan Kranjec                                     | Reuzenslalom (m)          | Zilver   |
| Schansspringen | Lovro Kos Cene Prevc Timi Zajc Peter Prevc      | Landenwedstrijd (m)       | Zilver   |
| Snowboarden    | Tim Mastnak                                     | Parallelreuzenslalom (m)  | Zilver   |
| Schansspringen | Nika Križnar                                    | Normale schans (v)        | Brons    |
| Snowboarden    | Glorija Kotnik                                  | Parallelreuzenslalom (v)  | Brons    |

## Deelnemers en resultaten
(m) = mannen, (v) = vrouwen 

### Alpineskiën
Mannen
| Naam            | Onderdeel    | 1e run  | 1e run | 2e run         | 2e run         | Totaal         | Totaal         |
| Naam            | Onderdeel    | Tijd    | Rang   | Tijd           | Rang           | Tijd           | Rang           |
| --------------- | ------------ | ------- | ------ | -------------- | -------------- | -------------- | -------------- |
| Boštjan Kline   | Afdaling     | n.v.t.  | n.v.t. | n.v.t.         | n.v.t.         | 1:43,75        | 10             |
| Boštjan Kline   | Super G      | n.v.t.  | n.v.t. | n.v.t.         | n.v.t.         | 1:22,55        | 20             |
| Žan Kranjec     | Reuzenslalom | 1:03,71 | 8      | 1:05,83        | 1              | 2:09,54        | Zilver         |
| Žan Kranjec     | Slalom       | DNF     | DNF    | niet geplaatst | niet geplaatst | niet geplaatst | niet geplaatst |
| Žan Kranjec     | Super G      | n.v.t.  | n.v.t. | n.v.t.         | n.v.t.         |                |                |
| Miha Hrobat     | Afdaling     | n.v.t.  | n.v.t. | n.v.t.         | n.v.t.         | 1:44,71        | 24             |
| Miha Hrobat     | Combinatie   | DNF     | DNF    | niet geplaatst | niet geplaatst | niet geplaatst | niet geplaatst |
| Miha Hrobat     | Super G      | n.v.t.  | n.v.t. | n.v.t.         | n.v.t.         | DNF            | DNF            |
| Nejc Naraločnik | Afdaling     | n.v.t.  | n.v.t. | n.v.t.         | n.v.t.         | DNF            | DNF            |
| Nejc Naraločnik | Combinatie   | DNF     | DNF    | niet geplaatst | niet geplaatst | niet geplaatst | niet geplaatst |
| Nejc Naraločnik | Super G      | n.v.t.  | n.v.t. | n.v.t.         | n.v.t.         | 1:23,08        | 24             |

Vrouwen
| Naam           | Onderdeel    | 1e run  | 1e run | 2e run         | 2e run         | Totaal         | Totaal         |
| Naam           | Onderdeel    | Tijd    | Rang   | Tijd           | Rang           | Tijd           | Rang           |
| -------------- | ------------ | ------- | ------ | -------------- | -------------- | -------------- | -------------- |
| Ana Bucik      | Reuzenslalom | 59,42   | 16     | 58,47          | 11             | 1:57,89        | 11             |
| Ana Bucik      | Slalom       | 53,73   | 14     | 52,94          | 7              | 1:46,67        | 11             |
| Neja Dvornik   | Slalom       | DNF     | DNF    | niet geplaatst | niet geplaatst | niet geplaatst | niet geplaatst |
| Maruša Ferk    | Afdaling     | n.v.t.  | n.v.t. | n.v.t.         | n.v.t.         | 1:34,99        | 23             |
| Maruša Ferk    | Combinatie   | 1:33,07 | 6      | 57,05          | 8              | 2:30,12        | 9              |
| Maruša Ferk    | Super G      | n.v.t.  | n.v.t. | n.v.t.         | n.v.t.         | 1:15,72        | 23             |
| Meta Hrovat    | Reuzenslalom | 58,48   | 4      | 58,56          | 13             | 1:57,04        | 7              |
| Meta Hrovat    | Slalom       | DNF     | DNF    | niet geplaatst | niet geplaatst | niet geplaatst | niet geplaatst |
| Tina Robnik    | Reuzenslalom | 1:00,18 | 21     | 58,72          | 15             | 1:58,90        | 18             |
| Andreja Slokar | Reuzenslalom | 1:00,08 | 20     | DNF            | DNF            | DNF            | DNF            |
| Andreja Slokar | Slalom       | 52,64   | 4      | 52,56          | 5              | 1:45,20        | 5              |
| Ilka Štuhec    | Afdaling     | n.v.t.  | n.v.t. | n.v.t.         | n.v.t.         | 1:34,88        | 22             |

Gemengd
| Naam                                                         | Onderdeel       | Eerste ronde           | Kwartfinale            | Halve finale           | Finale / BM            | Finale / BM |
| Naam                                                         | Onderdeel       | Tegenstander Resultaat | Tegenstander Resultaat | Tegenstander Resultaat | Tegenstander Resultaat | Rang        |
| ------------------------------------------------------------ | --------------- | ---------------------- | ---------------------- | ---------------------- | ---------------------- | ----------- |
| Ana Bucik Miha Hrobat Žan Kranjec Tina Robnik Andreja Slokar | Landenwedstrijd | CAN 2 - 2              | AUT 3 - 1              | niet geplaatst         | niet geplaatst         | 7           |

### Biatlon
Mannen
| Naam                                         | Onderdeel     | Tijd      | Missers      | Rang |
| -------------------------------------------- | ------------- | --------- | ------------ | ---- |
| Miha Dovžan                                  | Individueel   | 53:39,4   | 2 (0+0+0+2)  | 38   |
| Miha Dovžan                                  | Sprint        | 26:53,1   | 2 (2+0)      | 62   |
| Jakov Fak                                    | Individueel   | 52:48,0   | 3 (1+1+0+1)  | 29   |
| Jakov Fak                                    | Sprint        | 25:48,0   | 1 (0+1)      | 26   |
| Jakov Fak                                    | Achtervolging | 43:58,9   | 5 (1+2+1+1)  | 29   |
| Lovro Planko                                 | Individueel   | 54:27,9   | 4 (2+1+0+1)  | 46   |
| Lovro Planko                                 | Sprint        | 26:22,3   | 2 (0+2)      | 42   |
| Lovro Planko                                 | Achtervolging | 47:31,6   | 8 (2+2+2+2)  | 56   |
| Rok Tršan                                    | Individueel   | 55:14,7   | 1 (1+0+0+0)  | 54   |
| Rok Tršan                                    | Sprint        | 27:45,7   | 1 (0+1)      | 86   |
| Miha Dovžan Jakov Fak Lovro Planko Rok Tršan | Estafette     | 1:24:09,6 | 10 (0+4+0+6) | 11   |

Vrouwen
| Naam             | Onderdeel     | Tijd    | Missers     | Rang |
| ---------------- | ------------- | ------- | ----------- | ---- |
| Polona Klemenčič | Individueel   | 48:18,8 | 2 (0+2+0+0) | 29   |
| Polona Klemenčič | Sprint        | 23:31,2 | 2 (1+1)     | 59   |
| Polona Klemenčič | Achtervolging | 41:31,5 | 4 (0+1+2+1) | 51   |
| Živa Klemenčič   | Individueel   | 51:51,6 | 4 (0+1+0+3) | 64   |
| Živa Klemenčič   | Sprint        | 24:43,6 | 3 (3+0)     | 79   |

Gemengd
| Naam                                                  | Onderdeel | Tijd | Missers      | Rang |
| ----------------------------------------------------- | --------- | ---- | ------------ | ---- |
| Polona Klemenčič Živa Klemenčič Jakov Fak Miha Dovžan | Estafette | LAP  | 14 (3+4+1+6) | 20   |

### Langlaufen
Lange afstanden
Mannen
| Naam                                         | Onderdeel         | Uitslag | Uitslag |
| Naam                                         | Onderdeel         | Tijd    | Rang    |
| -------------------------------------------- | ----------------- | ------- | ------- |
| Vili Črv                                     | 15 km klassiek    | 44:12,9 | 69      |
| Miha Ličef                                   | 15 km klassiek    | 42:43,4 | 55      |
| Miha Ličef                                   | 30 km skiatlon    | LAP     | 56      |
| Miha Šimenc                                  | 15 km klassiek    | 44:20,8 | 71      |
| Miha Šimenc Miha Ličef Vili Črv Janez Lampič | 4×10 km estafette | LAP     | 14      |

Vrouwen
| Naam             | Onderdeel         | Uitslag   | Uitslag |
| Naam             | Onderdeel         | Tijd      | Rang    |
| ---------------- | ----------------- | --------- | ------- |
| Anita Klemenčič  | 10 km klassiek    | 33:09,3   | 62      |
| Anita Klemenčič  | 30 km vrije stijl | 1:46:37,6 | 59      |
| Anamarija Lampič | 10 km klassiek    | 29:55,0   | 17      |
| Anja Mandeljc    | 10 km klassiek    | 33:19,5   | 66      |
| Neža Žerjav      | 10 km klassiek    | 33:56,8   | 71      |
| Neža Žerjav      | 15 km skiatlon    | 52:33,1   | 55      |
| Neža Žerjav      | 30 km vrije stijl | 1:42:14,2 | 53      |

Sprint
Mannen
| Naam                 | Onderdeel  | Kwalificatie | Kwalificatie | Kwartfinales   | Kwartfinales   | Halve finales  | Halve finales  | Finale         | Finale         |
| Naam                 | Onderdeel  | Tijd         | Rang         | Tijd           | Rang           | Tijd           | Rang           | Tijd           | Rang           |
| -------------------- | ---------- | ------------ | ------------ | -------------- | -------------- | -------------- | -------------- | -------------- | -------------- |
| Vili Črv             | Sprint     | 2:57,39      | 42           | niet geplaatst | niet geplaatst | niet geplaatst | niet geplaatst | niet geplaatst | 42             |
| Janez Lampič         | Sprint     | 3:09,95      | 74           | niet geplaatst | niet geplaatst | niet geplaatst | niet geplaatst | niet geplaatst | 74             |
| Miha Ličef           | Sprint     | 3:05,98      | 65           | niet geplaatst | niet geplaatst | niet geplaatst | niet geplaatst | niet geplaatst | 65             |
| Miha Šimenc          | Sprint     | 2:58,14      | 44           | niet geplaatst | niet geplaatst | niet geplaatst | niet geplaatst | niet geplaatst | 44             |
| Vili Črv Miha Šimenc | Teamsprint | n.v.t.       | n.v.t.       | n.v.t.         | n.v.t.         | 20:43,03       | 8              | niet geplaatst | niet geplaatst |

Vrouwen
| Naam                       | Onderdeel  | Kwalificatie | Kwalificatie | Kwartfinales   | Kwartfinales   | Halve finales  | Halve finales  | Finale         | Finale         |
| Naam                       | Onderdeel  | Tijd         | Rang         | Tijd           | Rang           | Tijd           | Rang           | Tijd           | Rang           |
| -------------------------- | ---------- | ------------ | ------------ | -------------- | -------------- | -------------- | -------------- | -------------- | -------------- |
| Anita Klemenčič            | Sprint     | 3:34,12      | 55           | niet geplaatst | niet geplaatst | niet geplaatst | niet geplaatst | niet geplaatst | 55             |
| Anamarija Lampič           | Sprint     | 3:22,93      | 26           | 3:18,60        | 3              | 3:19,26        | 6              | niet geplaatst | niet geplaatst |
| Anja Mandeljc              | Sprint     | 3:35,90      | 59           | niet geplaatst | niet geplaatst | niet geplaatst | niet geplaatst | niet geplaatst | 59             |
| Eva Urevc                  | Sprint     | 3:30,43      | 46           | niet geplaatst | niet geplaatst | niet geplaatst | niet geplaatst | niet geplaatst | 46             |
| Eva Urevc Anamarija Lampič | Teamsprint | n.v.t.       | n.v.t.       | n.v.t.         | n.v.t.         | 24:10,14       | 7              | niet geplaatst | niet geplaatst |

### Noordse combinatie
| Naam         | Onderdeel                  | Schansspringen | Schansspringen | Schansspringen | Langlaufen | Langlaufen | Totaal  | Totaal |
| Naam         | Onderdeel                  | Afstand        | Punten         | Rang           | Tijd       | Rang       | Tijd    | Rang   |
| ------------ | -------------------------- | -------------- | -------------- | -------------- | ---------- | ---------- | ------- | ------ |
| Vid Vrhovnik | Normale schans + 10 km (m) | 91,5           | 88,0           | 31             | 27:34,5    | 39         | 30:34,5 | 37     |
| Vid Vrhovnik | Grote schans + 10 km (m)   | 114,0          | 82,4           | 34             | 28:11,8    | 41         | 32:01,8 | 36     |

### Schansspringen
Mannen
| Naam                                       | Onderdeel       | Kwalificatie | Kwalificatie | Kwalificatie | Eerste ronde            | Eerste ronde                  | Eerste ronde | Finaleronde             | Finaleronde                   | Finaleronde | Totaal                        | Totaal |
| Naam                                       | Onderdeel       | Afstand      | Score        | Rang         | Afstand                 | Score                         | Rang         | Afstand                 | Score                         | Rang        | Score                         | Rang   |
| ------------------------------------------ | --------------- | ------------ | ------------ | ------------ | ----------------------- | ----------------------------- | ------------ | ----------------------- | ----------------------------- | ----------- | ----------------------------- | ------ |
| Lovro Kos                                  | Normale schans  | 87,0         | 79,0         | 35           | 95,0                    | 120,9                         | 28           | 92,0                    | 108,7                         | 28          | 229,6                         | 28     |
| Lovro Kos                                  | Grote schans    | 125,0        | 114,9        | 19           | 135,0                   | 130,7                         | 13           | 136,5                   | 137,7                         | 6           | 268,4                         | 11     |
| Anže Lanišek                               | Normale schans  | 94,0         | 98,5         | 15           | 99,0                    | 130,6                         | 9            | 98,0                    | 123,0                         | 17          | 253,6                         | 13     |
| Cene Prevc                                 | Grote schans    | 128,5        | 121,1        | 10           | 135,0                   | 131,6                         | 10           | 137,0                   | 136,5                         | 9           | 268,1                         | 12     |
| Peter Prevc                                | Normale schans  | 82,0         | 77,0         | 38           | 103,0                   | 139,2                         | 2            | 99,5                    | 126,2                         | 8           | 265,4                         | 4      |
| Peter Prevc                                | Grote schans    | 131,0        | 128,3        | 3            | 137,0                   | 131,3                         | 12           | 137,0                   | 137,4                         | 7           | 268,7                         | 10     |
| Timi Zajc                                  | Normale schans  | 88,0         | 84,3         | 30           | 97,0                    | 128,2                         | 18           | 104,5                   | 131,1                         | 4           | 259,3                         | 9      |
| Timi Zajc                                  | Grote schans    | 120,0        | 101,1        | 33           | 138,5                   | 140,7                         | 3            | 130,5                   | 132,5                         | 14          | 273,2                         | 6      |
| Lovro Kos Cene Prevc Timi Zajc Peter Prevc | Landenwedstrijd | n.v.t.       | n.v.t.       | n.v.t.       | 134,0 132,0 124,0 129,0 | 467,4 126,7 119,3 110,6 110,8 | 1 2 1 3      | 120,0 132,0 126,0 127,0 | 467,0 107,7 126,3 117,0 116,0 | 3 5 1 4 5   | 934,4 234,4 245,6 227,6 226,8 | Zilver |

Vrouwen
| Naam         | Onderdeel      | Eerste sprong | Eerste sprong | Eerste sprong | Tweede sprong | Tweede sprong | Tweede sprong | Totaal | Totaal |
| Naam         | Onderdeel      | Afstand       | Score         | Rang          | Afstand       | Score         | Rang          | Score  | Rang   |
| ------------ | -------------- | ------------- | ------------- | ------------- | ------------- | ------------- | ------------- | ------ | ------ |
| Urša Bogataj | Normale schans | 108,0         | 118,0         | 2             | 100,0         | 121,0         | 1             | 239,0  | Goud   |
| Ema Klinec   | Normale schans | 100,0         | 112,1         | 4             | 90,5          | 103,3         | 6             | 215,4  | 5      |
| Nika Križnar | Normale schans | 103,0         | 113,9         | 3             | 99,5          | 118,1         | 2             | 232,0  | Brons  |
| Špela Rogelj | Normale schans | 93,0          | 101,7         | 8             | 82,0          | 82,5          | 18            | 184,2  | 9      |

Gemengd
| Naam                                            | Onderdeel       | Eerste sprong          | Eerste sprong                 | Eerste sprong | Tweede sprong    | Tweede sprong                 | Tweede sprong | Totaal                         | Totaal |
| Naam                                            | Onderdeel       | Afstand                | Score                         | Rang          | Afstand          | Score                         | Rang          | Score                          | Rang   |
| ----------------------------------------------- | --------------- | ---------------------- | ----------------------------- | ------------- | ---------------- | ----------------------------- | ------------- | ------------------------------ | ------ |
| Nika Križnar Timi Zajc Urša Bogataj Peter Prevc | Landenwedstrijd | 101,0 97,5 106,0 101,5 | 506,4 126,6 120,4 133,1 126,3 | 1 6 1 6       | 99,5 100,0 101,5 | 495,1 121,5 123,0 124,3 126,3 | 1 5 1 6       | 1001,5 248,1 243,4 257,4 252,6 | Goud   |

### Snowboarden
Big air
| Naam           | Onderdeel | Kwalificatie | Kwalificatie | Kwalificatie | Kwalificatie | Kwalificatie | Finale         | Finale         | Finale         | Finale         | Finale |
| Naam           | Onderdeel | Sprong 1     | Sprong 2     | Sprong 3     | Totaal       | Rang         | Sprong 1       | Sprong 2       | Sprong 3       | Totaal         | Rang   |
| -------------- | --------- | ------------ | ------------ | ------------ | ------------ | ------------ | -------------- | -------------- | -------------- | -------------- | ------ |
| Urška Pribošič | Vrouwen   | 43,00        | 25,75        | 63,75        | 106,75       | 18           | niet geplaatst | niet geplaatst | niet geplaatst | niet geplaatst | 18     |

Halfpipe
| Naam       | Onderdeel | Kwalificatie | Kwalificatie | Kwalificatie | Kwalificatie | Finale         | Finale         | Finale         | Finale         | Finale |
| Naam       | Onderdeel | Run 1        | Run 2        | Beste        | Rang         | Run 1          | Run 2          | Run 3          | Beste          | Rang   |
| ---------- | --------- | ------------ | ------------ | ------------ | ------------ | -------------- | -------------- | -------------- | -------------- | ------ |
| Tit Štante | Mannen    | 18,25        | 5,75         | 18,25        | 22           | niet geplaatst | niet geplaatst | niet geplaatst | niet geplaatst | 22     |

Parallelreuzenslalom
| Naam           | Onderdeel | Kwalificatie | Kwalificatie | Achtste finale         | Kwartfinale           | Halve finale         | Finale              | Finale         |
| Naam           | Onderdeel | Tijd         | Rang         | Tegenstander Tijd      | Tegenstander Tijd     | Tegenstander Tijd    | Tegenstander Tijd   | Rang           |
| -------------- | --------- | ------------ | ------------ | ---------------------- | --------------------- | -------------------- | ------------------- | -------------- |
| Žan Košir      | Mannen    | 1:22,16      | 11           | Roland Fischnaller DNF | niet geplaatst        | niet geplaatst       | niet geplaatst      |                |
| Rok Marguč     | Mannen    | 1:24,38      | 25           | niet geplaatst         | niet geplaatst        | niet geplaatst       | niet geplaatst      | niet geplaatst |
| Tim Mastnak    | Mannen    | 1:21,43      | 4            | Yannik Angenend W      | Oskar Kwiatkowski W   | Vic Wild W           | Benjamin Karl +0,82 | Zilver         |
| Glorija Kotnik | Vrouwen   | 1:28,73      | 14           | Tsubaki Miki W         | Carolin Langenhorst W | Daniela Ulbing +0,21 | Michelle Dekker W   | Brons          |

Slopestyle
| Naam           | Onderdeel | Kwalificatie | Kwalificatie | Kwalificatie | Kwalificatie | Finale         | Finale         | Finale         | Finale         | Finale |
| Naam           | Onderdeel | Run 1        | Run 2        | Beste        | Rang         | Run 1          | Run 2          | Run 3          | Beste          | Rang   |
| -------------- | --------- | ------------ | ------------ | ------------ | ------------ | -------------- | -------------- | -------------- | -------------- | ------ |
| Urška Pribošič | Vrouwen   | 27,48        | 32,00        | 32,00        | 24           | niet geplaatst | niet geplaatst | niet geplaatst | niet geplaatst | 24     |